# Невезение (фильм)
Невезение (англ. Hard Luck) — американская короткометражная кинокомедия Эдварда Клайна 1921 с Бастером Китоном в главной роли.

## Сюжет
Потеряв работу, Бастер осуществляет несколько неудачных попыток самоубийства. Наконец он решает «отравиться» алкоголем …

## В ролях
- Бастер Китон — самоубийца
- Вирджиния Фокс — Вирджиния
- Джо Робертс — Лизард Лип Лук
- Булл Монтана — муж Вирджинии